# Area archeologica della Feniglia
L'area archeologica della Feniglia comprende una serie di siti archeoligici individuati lungo il tombolo della Feniglia, nel comune di Orbetello, provincia di Grosseto, risalenti ad un arco temporale che va dall' Età del Bronzo Finale al periodo Etrusco.

## Scavi
L'area è stata indagata una prima volta nel 1968 dall'Università di Firenze e da quella di Santa Cruz in (California), e successivamente dalle Università di Pisa e di Siena; all'esito di queste indagini sono stati individuati 9 siti protostorici.
La duna è stata nuovamente indagata negli anni '80, sempre dalle università di Pisa e Siena nel quadro più ampio dell'indagini sul territorio di Cosa, quando furono documentati altri tre siti datati all'età del Bronzo.
Nuovi scavi sono stati condotti tra il 2000 e il 2003, concentratisi sui siti alle sue estremità orientale ed occidentale, (Orbetello o Vulci). Gli stessi scavi hanno permesso di datare all'epoca etrusca altri insediamenti, precedentemente datati all'età del Ferro. e tra il 2011 e il 2012 nel sito prossimo ad Ansedonia.

## Descrizione
I siti, alcuni ormai noti solo attraverso la documentazione delle indagini archeologiche, si ritrovano alle due estremità del tombolo, e nel tratto centrale del tombolo; i resti fittili sono stati suddivisi in due gruppi omogenei per qualità della fattura, datati all'età del bronzo finale o ferro iniziale, e all' età etrusca arcaica.
Per i ritrovamenti più antichi, si ipotizza che questi siano riferibili a popolazioni protovillanoviane, dedite alla pesca e alla produzione del sale ai fini della conservazione del cibo.
Per entrambi i siti occidentale ed orientale, i reperti sembrerebbero dimostrare che qui si svolgessero attività produttive, funzionali a vicini centri abitati; in particolare per il sito orientale le indagini hanno documentato la presenza di una vasca per la lavorazione della ceramica, che misura circa 4,5 metri di diametro e 2,0 metri di profondità che, unitamente alla presenza di resti di vasi e scodelle, conferma la natura di sito produttivo dell'area indagata; ugualmente confermata è la datazione proposta per il sito, per un arco di tempo compreso fra il IX e l’inizio dell’VIII sec. a.C..